# Samantha Brown de Fin de Semana
Fin de semana con Samantha Brown es un programa en Travel Channel organizada por Samantha Brown. En el programa, Samantha viaja a diferentes lugares en el Estados Unidos, Canadá, México y Europa y describe sus experiencias y proporciona consejos de alojarse en hoteles, comer en los restaurantes y la participación en las actividades locales. El tema de apertura fue cambiado para la temporada 2 con el cambio de título. Episodios están disponibles en iTunes.

## Producción
- Travel Channel Productor Ejecutivo - Tom Golden

## Destinos
Temporada 1
- Austin, Texas
- Brooklyn, Nueva York
- Cabo San Lucas, México
- Massachusetts
- Florencia Italia
- Las Vegas, Nevada
- Londres
- Los Ángeles, California
- Miami, Florida
- Myrtle Beach, Carolina del Sur
- Nueva Hampshire
- Nueva Orleans, Luisiana
- Orlando, Florida
- París, Francia
- San Francisco, California
- Santa Fe, New Mexico
- Washington, DC
- Wyoming

Temporada 2
- Atlanta, Georgia
- Boston, Massachusetts
- Carnival Freedom
- Charleston Carolina del Sur
- Chicago, Illinois
- Colorado
- Dallas, Texas
- Cayos de la Florida
- Isla de Hawái
- Maui
- Memphis
- Ely Minnesota
- Montreal Canadá
- Nashville
- Nueva York
- Utah
- Philadelphia, Pennsylvania
- Santa Bárbara (California)
- Savannah, Georgia
- Montañas Smokey

Temporada 3
- Maine
- Nueva Jersey
- Ruta 66
- San Jose, California
- Palm Springs, California
- Viñedo de Martha Massachusetts
- Islas Griegas
- Napa California
- Nueva Orleans, Luisiana
- Nantucket Massachusetts